# Bal du moulin de la Galette
Bal du moulin de la Galette, obvykle překládáno jako Zábava v Moulin de la Galette, je obraz francouzského malíře Augusta Renoira z roku 1876. Nachází se v Musée d'Orsay v Paříži. Je jedním z nejznámějších děl impresionismu. Zachycuje typické nedělní odpoledne v původním zábavním podniku Moulin de la Galette ve čtvrti Montmartre v Paříži. Na konci 19. století se zde Pařížané z dělnické třídy scházeli o nedělích a trávili čas tancem, pitím a pojídáním koláčů galettes.  Renoir obraz namaloval přímo v tančírně. V letech 1879-1894 byl obraz ve sbírce francouzského malíře Gustava Caillebotteho. Když zemřel, stal se majetkem Francouzské republiky, která si tímto způsobem vybrala pohřební poplatek. V letech 1896-1929 visel obraz v Musée du Luxembourg v Paříži. Od roku 1929 visel v Louvru, dokud nebyl v roce 1986 přemístěn do Musée d'Orsay.